# ArcelorMittal
ArcelorMittal – drugi producent stali na świecie, w 2013 roku zatrudniał 244 890 pracowników w ponad 60 krajach.

## Historia
Koncern powstał w 2006 r. w wyniku fuzji przedsiębiorstw Mittal Steel oraz Arcelor (spółka powstała w 2002 r. z połączenia hiszpańskiego przedsiębiorstwa Aceralia, francuskiego Usinor i luksemburskiego Arbed). Siedziba koncernu mieści się w Luksemburgu, gdzie wcześniej miał swą siedzibę Arcelor.
ArcelorMittal jest liderem światowego rynku w dziedzinie wyrobów stalowych na potrzeby produkcji samochodów, budownictwa, opakowań, urządzeń gospodarstwa domowego.
W 2007 r. ArcelorMittal osiągnął przychody wynoszące 105,2 miliarda USD. Wyprodukował 116 milionów ton stali, co odpowiadało około 10% światowej produkcji.
Prezesem jest Aditya Mittal.

## Fabryki koncernu
- Niemcy
  - EKO Stahl(inne języki)

- Włochy
  - Piombino

- Polska
  - ArcelorMittal Poland

- Luksemburg

- Francja
  - Dunkierka (departament Nord)
  - Florange (departament Moselle)
  - Fos-sur-Mer (departament Delta Rodanu)

- Belgia

- Czechy
  - Nowa Huta (Ostrawa)
- Bośnia i Hercegowina
- Ukraina
  - ArcelorMittal Krzywy Róg
- Kazachstan
- USA

## Galeria

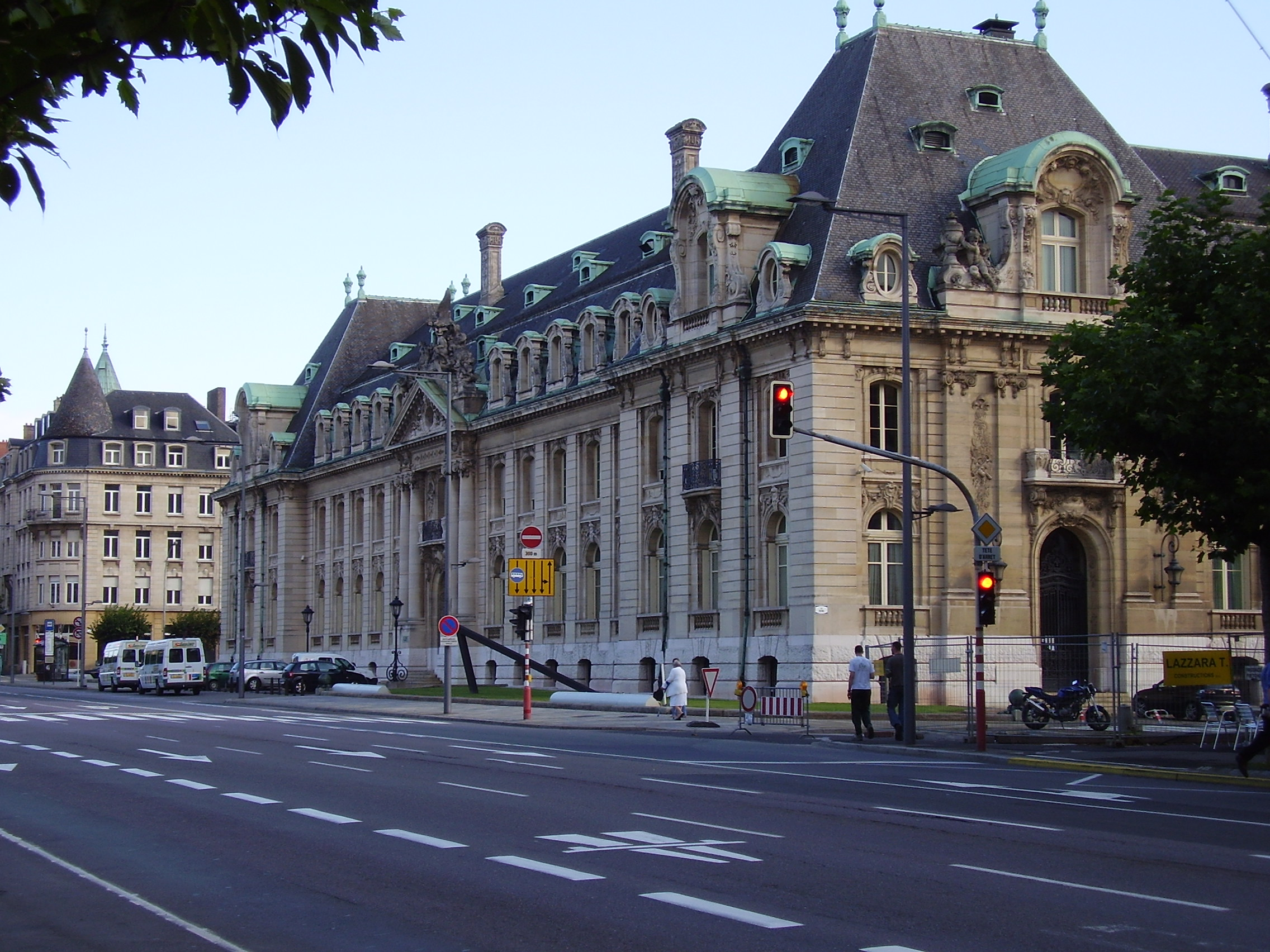
Siedziba w Luksemburgu
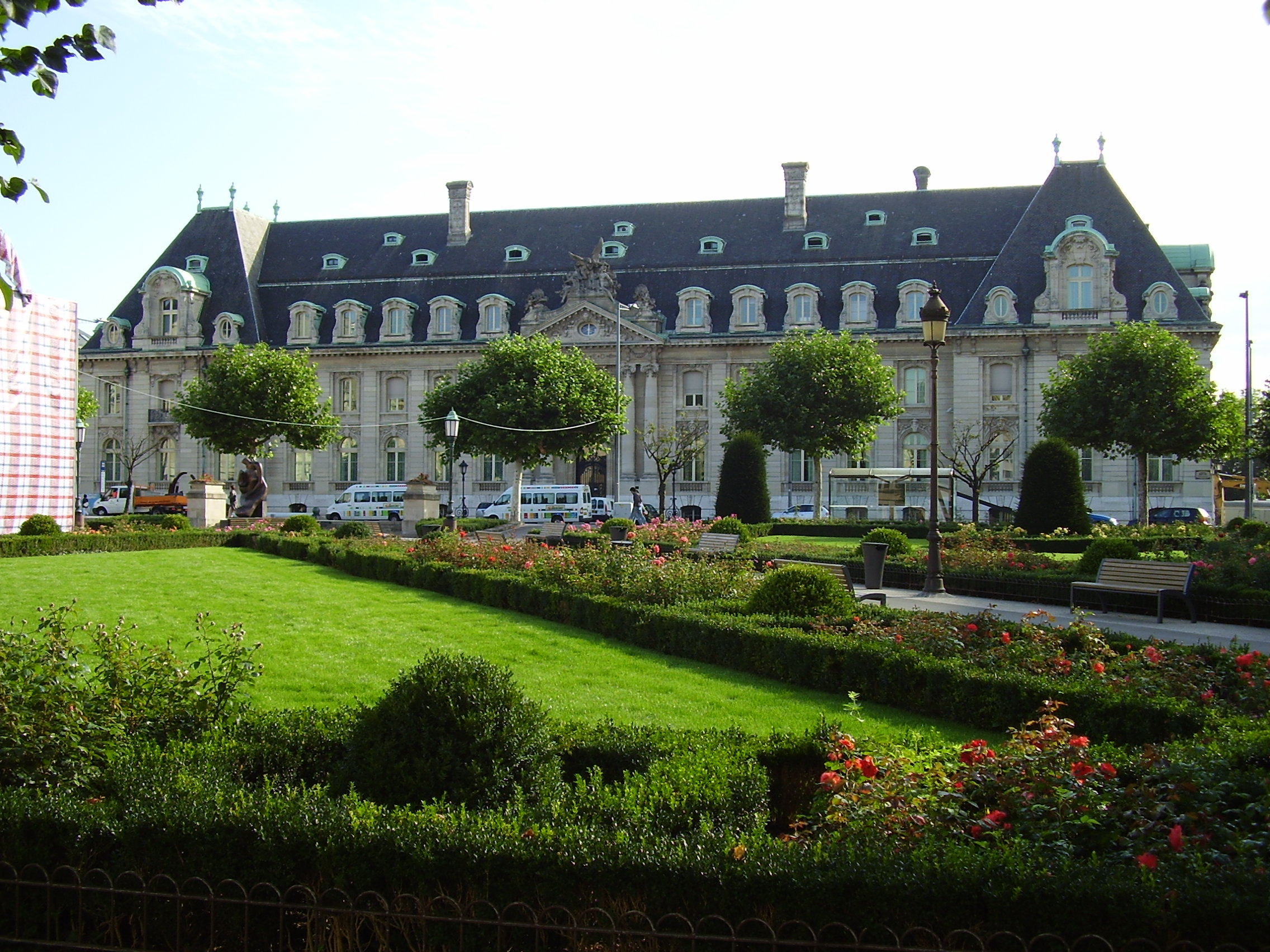
Siedziba w Luksemburgu
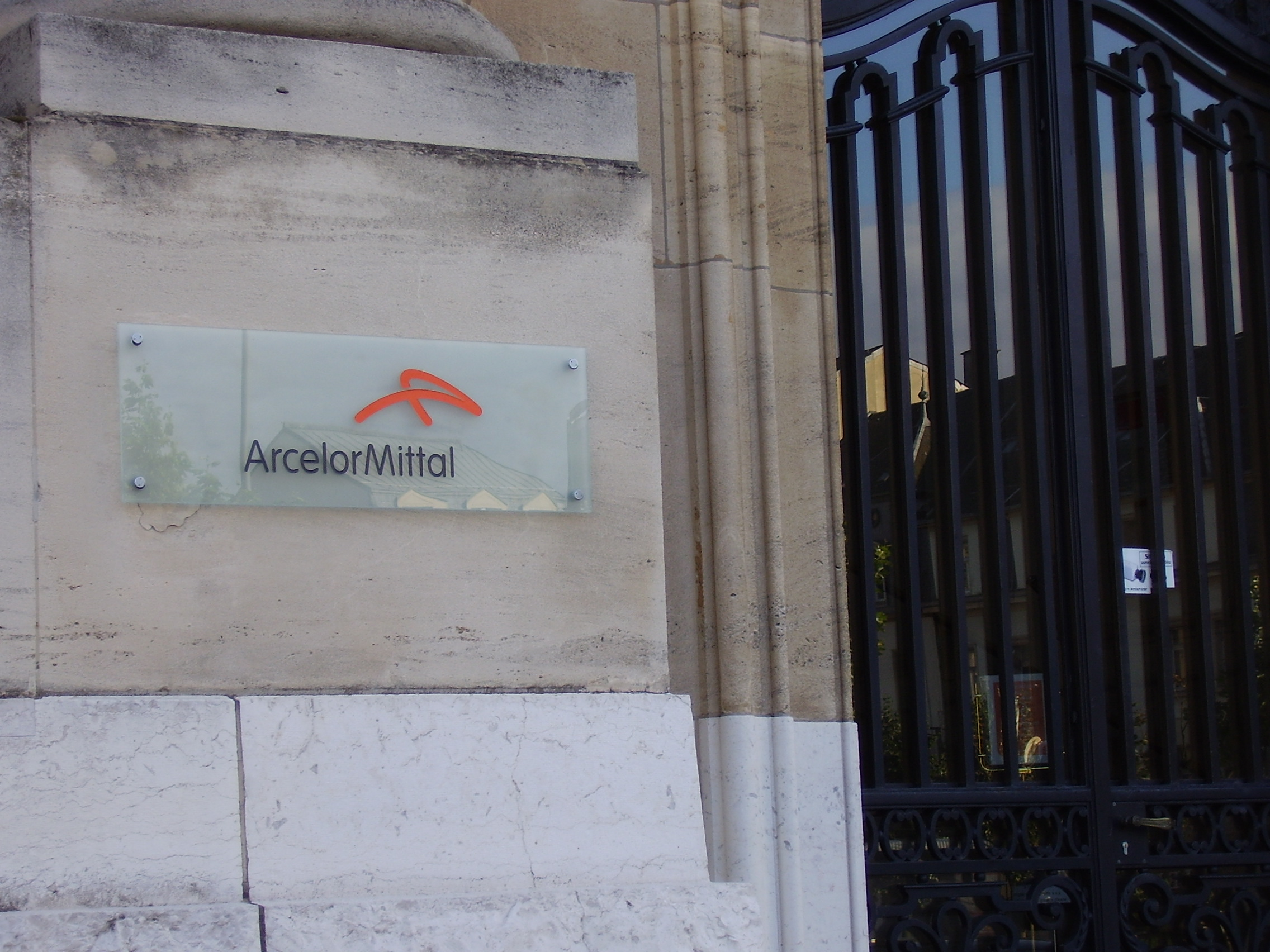
Siedziba w Luksemburgu